# 臼井真
臼井 真（うすい まこと、1960年8月6日 - ）は、日本の小学校教諭（音楽専科）、ソングライター、大学教員。合唱曲「しあわせ運べるように」の作詞・作曲者として知られるほか、作詞・作曲した合唱曲は400曲以上に上る。

## 経歴
兵庫県神戸市東灘区出身。兵庫県立芦屋高等学校、大阪芸術大学演奏学科声楽専攻卒業。1983年から神戸市立小学校の音楽専科教諭を務める。
1995年、阪神・淡路大震災で東灘区の自宅が全壊。震災から約2週間後、身を寄せていた親戚宅で、生まれ育った街の変わり果てた姿をニュースで見て衝撃を受け、わずか10分で合唱曲「しあわせ運べるように」を作詞・作曲した。2011年の東日本大震災発生後には、同曲をCDブックとして出版した。この出版に伴い臼井に分配された印税収入は、全額が東日本大震災と熊本地震の被災者のための支援に寄付されている。
2021年3月、小学校教員を定年退職。同年4月から神戸親和女子大学発達教育学部（現・神戸親和大学教育学部）児童教育学科准教授。

## 主な受賞歴
- 2011年 - 文部科学大臣優秀教職員表彰
- 2021年
  - 兵庫県功労者表彰（文化功労）
  - 第8回JASRAC音楽文化賞